# Consejo de Aragón

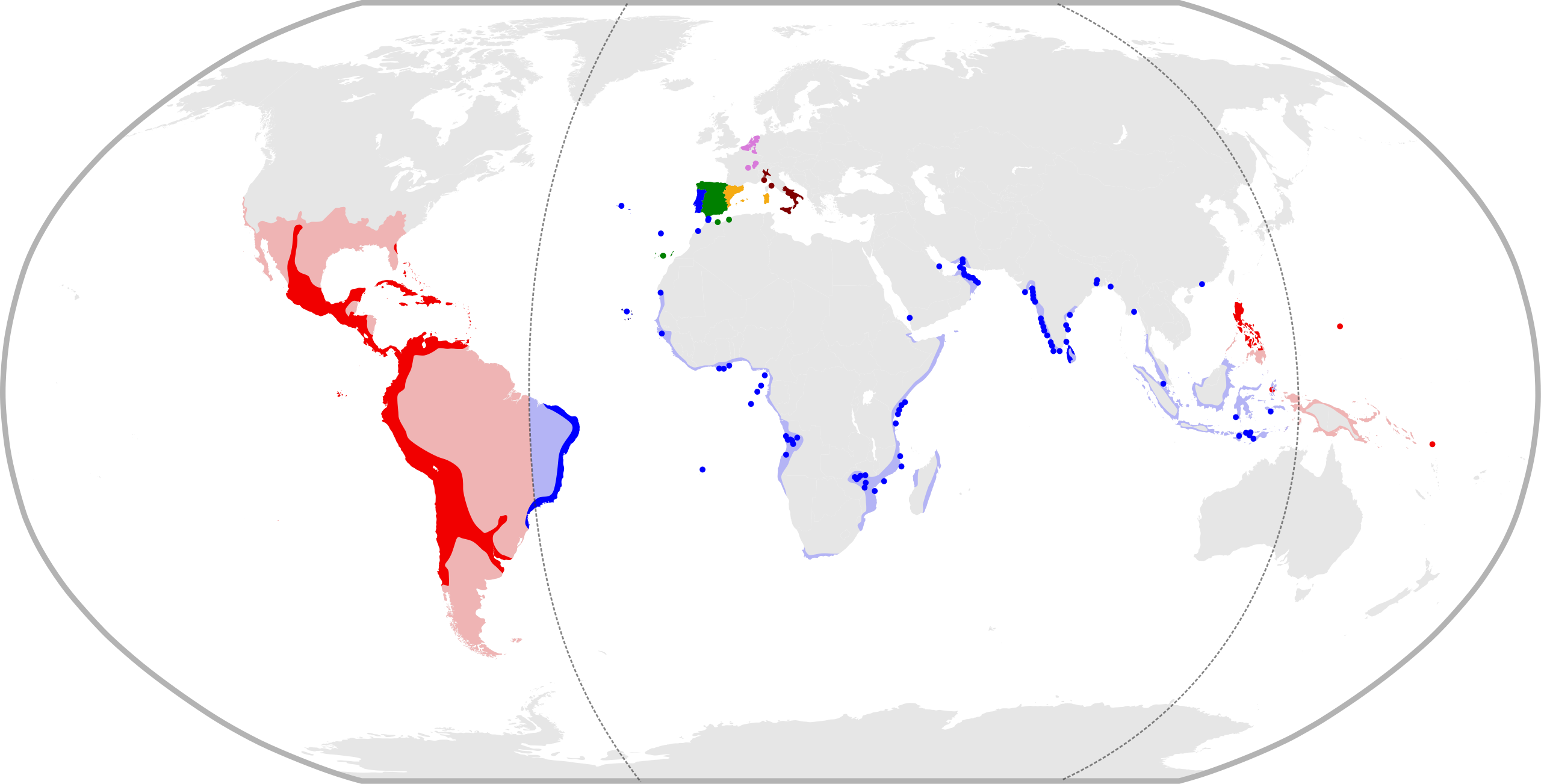
Das Imperium von Felipe II im Jahre 1598:
Zugewiesene Territorien Consejo de Castilla
Zugewiesene Territorien Consejo de Aragón
Zugewiesene Territorien Consejo de Portugal
Zugewiesene Territorien Consejo de Italia
Zugewiesene Territorien Consejo de Indias
Zugewiesene Territorien Consejo de Flandes

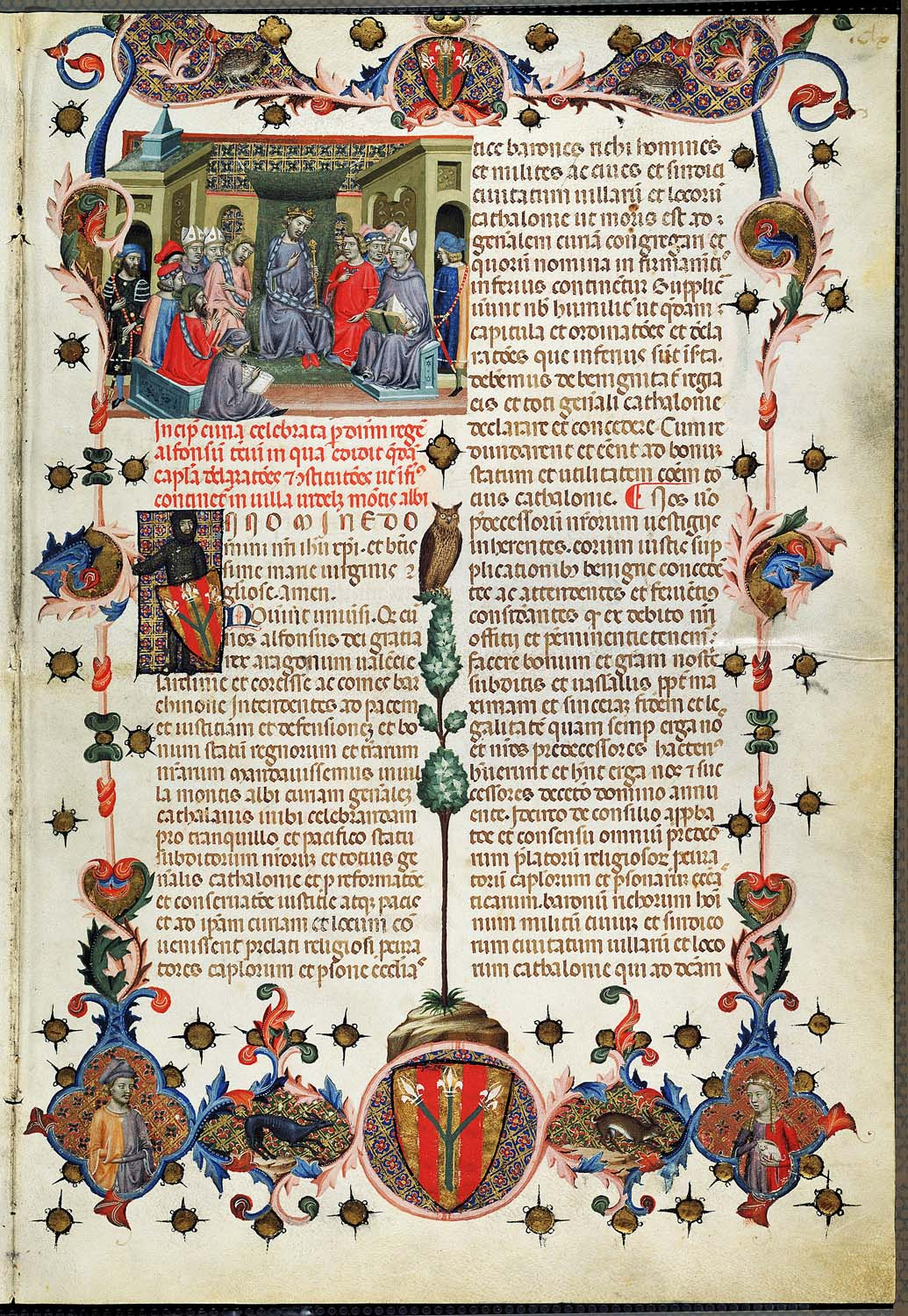
Seite einer Gesetzessammlung (Usajes de Barcelona) aus dem Jahr 1336

Der Consejo Supremo de la Corona de Aragón (Consejo Supremo de Aragón oder Sacro Supremo Consilio Aragoniae Coronae, kurz: Consejo de Aragón; deutsch: Aragón-Rat) war eine 1494 durch Ferdinand II., Fernando II el Católico, Vertreter der Krone von Aragón, Corona de Aragón, etablierte ständige Einrichtung oder Ratsversammlung. Der für die Krone von Aragón eingerichtete Rat war eine Kollegialbehörde, die zugleich selbständig Regierungs- und Verwaltungsaufgaben erledigte. Er hatte seinen ständigen Sitz in Madrid.
Der Consejo de Aragón verwaltete die Krone von Aragon, die aus dem Königreich von Aragon, dem Fürstentum Katalonien (einschließlich Roussillon bis 1659), dem Königreich Valencia, dem Königreich Mallorca und dem Sardinien sowie den aragonesischen Besitzungen im späteren Italien, dem Königreich Sizilien und Neapel bestand. Sizilien und Neapel bekamen dann im Jahre 1558 durch die Schaffung des Consejo de Italia eine eigene administrative Agentur.
Der Consejo de Aragón setzte sich zusammen aus einem die Präsidentschaft ausübenden Vicecanciller sodann vier Juristen, für die der Name Regentes verwendet wurde, dem Tesorero general, einem fiscal sowie dem Protonotario.
Zum Hintergrund: Im Jahre 1469 heiratete Ferdinand II. von Aragón die kastilische Thronerbin Isabella I. von Kastilien (Corona de Castilla), die dann im Jahre 1474 den kastilischen Thron bestieg. Fünf Jahre später, im Jahre 1479, trat auch Ferdinand II. das Erbe der Katalanisch-Aragonesischen Krone an. Beide Königreiche wurden nun zu einer Doppelmonarchie vereint. Nach dem Tode Isabellas im Jahre 1504 ging Ferdinand II. von Aragón 1509 eine weitere Ehe ein. Als dann Ferdinand 1516 verstarb, ohne einen direkten männlichen Nachkommen zu hinterlassen, fielen die Reiche der Krone von Aragón an Ferdinands Enkel König Karl I. von Spanien, der von diesem Zeitpunkt an auch in Kastilien die Herrschaft für seine vermeintlich regierungsunfähige Mutter Johanna ausübte. Unter den Katholischen Königen wurden die ersten zentralen Ratsgremien, eingerichtet, die teils für bestimmte Sachgebiete zuständig waren, teils für die Angelegenheiten einzelner Herrschaftsgebiete, so den Aragón- und Kastilien-Rat, denen später noch der Indien-Rat (gegründet vor 1524), der Italien-Rat (1559), der Portugal-Rat (1582) sowie der Flandern-Rat (1588) an die Seite gestellt wurden.
Unter Karl I., dem späteren Karl V., wurden bemerkenswerte Rationalisierungs- und Bürokratisierungsschübe vorangetrieben, deren Grundlagen aber hatten freilich bereits die Katholischen Könige geschaffen; insbesondere aus der Tradition der aragonesischen Beratungsorgane der Könige Consejos Reales. Der Consejo Real katalanisch Consell Reial de la Corona d'Aragó war eine seit dem 13. Jahrhundert bestehende Institution, die als ein persönliches Beratungsorgan des Königs die Inhaber der wichtigsten Hofämter versammelte: Der Canciller (vergleichbar dem Kanzler), der Mayordomo (vergleichbar dem Hofmarschall), der Camarero (vergleichbar dem Kammerherrn), der Maestre racional (vergleichbar dem Schatzkanzler) und die obersten Militärbefehlshaber.